# Île Ben Ure
L'île Ben Ure est une île de l'État de Washington aux États-Unis appartenant administrativement à Camp Murray.

## Description
Elle s'étend sur plus de 350 m de longueur pour une largeur d'environ 170 m. Il y a un ponton sur l'île et quelques habitations.
Il est possible de louer l'île pour une nuit. 